# الفرنجة الساليون

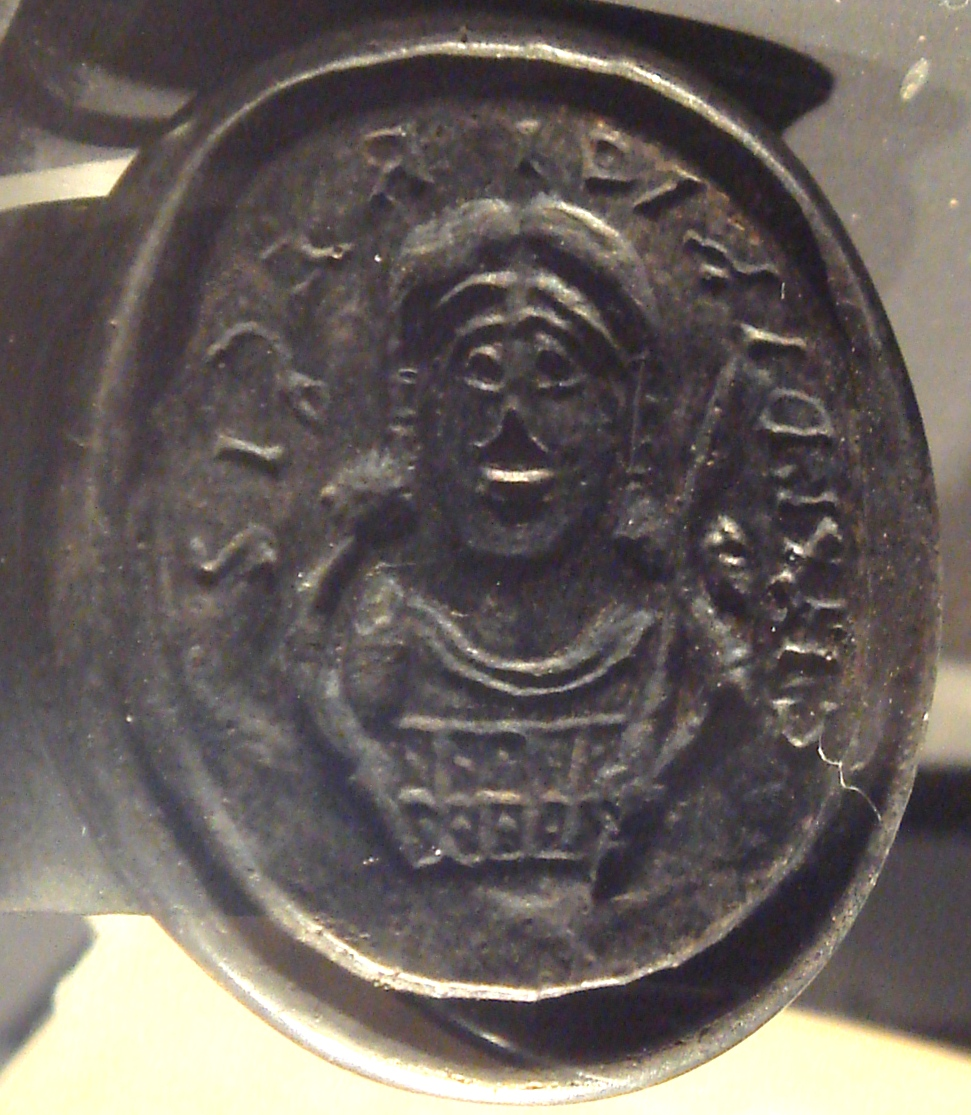
خاتم سيجنيت شيلديريك الأول،ملك الفرنجة الساليين منذ 457 إلى 481. وجد في مقبرته بتورناي، الآن موناي دي باريس

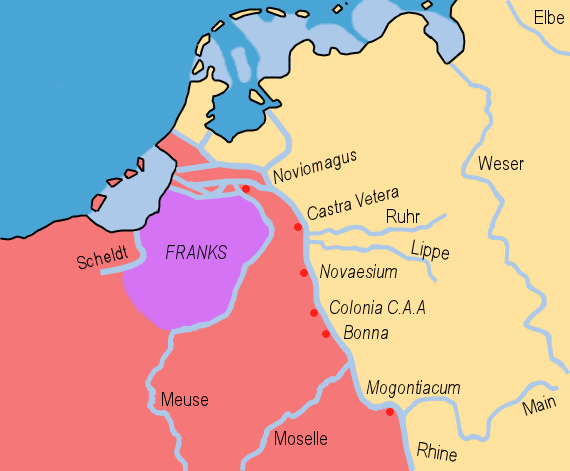
توكساندريا، الأرض الأصلية للفرنجة الساليين، داخل الإمبراطورية الرومانية الغربية أطلق عليها الفرنجة

الفرنجة الساليون (باللاتينية: Salii) كانت مجموعة فرعية من أوائل الفرنجة الذين ظهروا لأول مرة في السجلات التاريخية في الثالث الميلادي. في ذلك الوقت كانوا يعيشون شمال دلتا نهر الراين وبالتالي شمال الليمس من الغال الرومانيين، الذي يمتد على طول الراين. وتميزوا بأنهم شعب جرماني محارب وقراصنة، وكLaeti (حلفاء للرومان). ثم بعد ذلك بوقت قصير أصبحوا أول قبيلة جرمانية من وراء الليمس  يستقرونبشكل دائم على أرض رومانية. وبعد انتقالهم إلى باتافيا، وهي جزيرة حدودية في نهر الراين، وفي عام 358 جاءوا لشكل من أشكال الاتفاق مع الرومان الذين سمحوا لهم بالاستقرار جنوب نهر الراين في توكساندريا (تقريبا المنطقة الحالية من المقاطعات الهولندية والبلجيكية من شمال برابنت، أنتفيرب وشمال «كيمبين» ( Campine  الفرنسية) جزء من ليمبورخ البلجيكية).